# Большая Сея
Большая Сея (хак. Улуғ Сый) — село в Таштыпском районе Хакасии.

## География
Находится в долине на правом берегу одноимённой реки. Расстояние до райцентра — села Таштып — 12 км, до столицы Хакасии г. Абакана — 175 км, до ближайшей ж.-д. станции в городе Абазе — 37 км.

## История
Точные данные о годе основания села отсутствуют, однако в отчёте Аскизской степной думы за 1870 год отмечалось, что местное население занималось земледелием.
В конце XIX века обрусевшая группа населения основала поселение.
В 1917 году насчитывалось 95 хакасских и 18 русских хозяйств.
В год образования Хакасского уезда (1923) в селе было 208 хозяйств, население — 920 чел.

## Население
| 2002 | 2010 |
| ---- | ---- |
| 448  | ↘433 |

Число хозяйств — 132, численность населения — 444 человека, в том числе хакасы — 77 %, русские — 23 % (на 1.01.2004).

## Экономика
Основное направление хозяйства — растениеводство и животноводство. В селе находится ферма № 2 ООО «Нива», бывшая ферма № 2 совхоза «Абазинский» (ранее — колхоз им. Маленкова).

## Инфраструктура
Имеются Больше-Сейская средняя школа, дом культуры, библиотека, фельдшерско-акушерский пункт.

## Памятные места
На сельском кладбище похоронен выдающийся хакасский учёный  В. Я. Бутанаев.

## Топографические карты
- Лист карты N-45-120 Таштып. Масштаб: 1 : 100 000. Состояние местности на 1989 год. Издание 1992 г.